# 伊萨克·费利克斯·达席尔瓦
伊萨克·费利克斯·达席尔瓦（Isac Felix da Silva，1985年6月8日—），简称伊萨克，是一名巴西足球运动员，现在效力于中国足球超级联赛球队长春亚泰，司职前锋。

## 俱乐部生涯
伊萨克在2012年加盟巴西足球乙级联赛升班马美洲。他在2012赛季巴乙联赛中出场35次，射进20球，位列联赛射手榜第二位，仅次于射进27球的泽卡洛斯。
2013年2月，伊萨克和泽卡洛斯一同加盟中国足球超级联赛球队长春亚泰。